# Normanville (Seine-Maritime)
Normanville település Franciaországban, Seine-Maritime megyében. Lakosainak száma 653 fő (2022. január 1.). Normanville Beuzeville-la-Guérard, Riville, Sorquainville, Thiouville és Terres-de-Caux községekkel határos.

## Népesség
A település népességének változása:
| Lakosok száma | 670  | 683  | 697  | 669  | 663  | 659  | 658  | 654  | 653  |
|               | 2013 | 2015 | 2016 | 2017 | 2018 | 2019 | 2020 | 2021 | 2022 |